# NGC 1556
NGC 1556 is een spiraalvormig sterrenstelsel in het sterrenbeeld Goudvis. Het hemelobject werd op 28 december 1834 ontdekt door de Britse astronoom John Herschel.

## Synoniemen
- PGC 14818
- ESO 202-4
- AM 0416-501
- IRAS04163-5017